# Dicée à ventre jaune
Pachyglossa melanoxanthum
Espèce
Statut de conservation UICN

 LC  : Préoccupation mineure
Le Dicée à ventre jaune (Pachyglossa melanozantha) est une espèce de passereau d'Asie placée dans la famille des Dicaeidae.

## Répartition
Son aire s'étend à travers l'Himalaya, le Patkai, le centre/sude la Chine, la Birmanie et le nord du Laos ; il hiverne dans le nord de la Thaïlande, le Laos et le nord du Viêt Nam.

## Habitat
Il habite les forêts humides tropicales et subtropicales.